# Antarcticavis capelambensis
Antarcticavis capelambensis (антарктікавіс) — вид викопних водних птахів, що мешкали у пізньому крейдяному періоді, близько 75 мільйонів років тому. Викопні рештки птаха знайдено у відкладеннях формації Сноу-Гілл-Ісланд на острові Джеймса Росса в Антарктиді. Це був перший вимерлий рід птахів, описаний в 2020 році, а також геологічно найстаріший птах, описаний з Антарктиди.
Голотип SDSM 78147 складається з двох грудних хребців, кіля грудини, правого коракоїда і лопатки, стернальної частини лівого корокоїда, правого надпліччя, частин лівого надпліччя, проксимальної частини правої ліктьової кістки, проксимальної частини лівої ліктьової кістки і променевої кістка, проксимальних частин правого і лівого зап'ястка, дистальної частини лівого зап'ястка, синсакрума, правого і лівого стегна, проксимальної частини правої гомілкової кістки, дистальної частини правої і лівої гомілкової кістки і проксимальної частини правої височно-плеснової кістки.